# 社会主义市场经济
社会主义市场经济是中华人民共和国政府对在该国所推行的经济体制的官方術語：使市场在资源配置中起决定性作用，以及更好地发挥政府作用。由时任中共中央总书记江泽民在1992年中共十四大报告中首次提出，此后多次修改。社会主义市场经济是改革開放的一項重要方針，是中國特色社會主義的一部分，此項措施影響了越南、老撾等社会主义国家。

## 理论背景
根据斯大林时代苏联教科书提出的“五段论”，人類历史发展大体上要经过五个历史阶段，即需要一同走過奴隶社会、封建社会、资本主义社会、社会主义社会、共产主义社会。起初中国共产党认为，随着1956年中国的社会主义改造基本完成，中国社会已从新民主主义社会转变为社会主义社会。根据这种历史观，此后中国一直处于社会主义社会。
与苏联决裂后，推动文化大革命的错误使中国共产党最后采用的方法是重新探索社会主义的本质，并且力争在党内智庫研究中取得一致意见，即發現了社会主义制度与诸如市场、自由贸易或任何可行的经济政策是不矛盾的；20世纪末苏联的失败證實此結論，更促进了这个普遍认识。当前中共认为，中國的社會將長期处于社会主义初级阶段，同时也确认了“计划经济不可行”的事实，这个使得中国可以使用任何可行的市场经济措施，而不会遇到理论上的困难；但此举也授人（主要是正统共产主义者或民间左翼反对派）以柄，对其政权存在的合法性提出质疑。因此，中共对社会主义的重新定义使得中国的社会主义不同于传统意义上的社会主义，因此被称为“中国特色社会主义”。
这个陈述的另一个问题是，如果不能使用理论或其他国家普及的经验来决定该干什么，该怎么办？答案是邓小平的格言“实事求是”和务实主义。中国当代的政治家们通常遵循下面的原则：“中国尊重世界的多样性。全球有将近200个国家和超过50亿的人口。世界上不可能只存在一种发展模式、一种价值观或一种社会制度，因为世界各国的历史条件不同、社会体系不同、发展水平不同、文化传统价值观不同。”

## 学术观点

### 中国经济学界
中国经济学界对于“什么是社会主义市场经济”问题存在着下列不同看法：
- 认为社会主义市场经济改革是资本主义的和平演变，将社会主义市场经济等同于资本主义经济。这种观点在1990年代后逐渐被边缘化。
- 认为市场经济分为“资本主义的”和“社会主义的”两大类，将社会主义市场经济理解为“社会主义的市场经济”。这种观点在中国社会相当有影响。
- 将社会主义市场经济理解为社会主义基本制度同市场经济相结合一种经济。这种观点具有相当权威性，是中国政府和教科书常用的解释。
- 将社会主义市场经济理解为一种以公有制占主体地位、多种经济成分并存的经济。这种观点是1990年代后期最为流行的看法。(被中华人民共和国思想政治教科书采用)
- 社会主义市场经济应是讲效率、追求公平的经济。[5]

### 国际经济学界
中华人民共和国的“社会主义市场经济”实践，并不被国际经济学界视为“社会主义市场经济”，而是视为一种处于渐进转轨制度下的在一部分领域实行开放竞争而另一部分领域实行垄断限入的经济体制，因此普遍认为中国现行的经济体制属于裙帶资本主义。国际经济学界普遍认可的社会主义市场经济，只有前南斯拉夫在其二战后实行的“工人自治制度”。另外，匈牙利所实行的部分经济制度也被认为是“社会主义市场经济”。但是以上两种体制均已告终结。传统观点认为，马克思提出的科学社会主义与市场经济是不可能相容的，因此社会主义市场经济只是中国共产党所提出的一个政治口号。

## 历史
苏联布哈林最早提出在社会主义制度下保留商品生产与商品流通，但在斯大林统治时期被处决，上述主张成为其罪名中的重要一条。第二次世界大战结束后，斯大林不得不承认社会主义制度下的商品生产和价值规律，但仍不承认生产资料是商品，不准价值规律对重要的生活资料发挥调节作用，不准生产根据价格变动进行调节。
中华人民共和国成立后，曾长期实行高度集中的计划经济体制。该体制曾在中华人民共和国成立初期发挥巨大作用，但在工业基础建立后，其弊端日显。
1957年，顾准最早提出并论证计划经济体制不可能完全消灭商品货币关系及价值规律，写出《试论社会主义制度下商品生产和价值规律》一文。1958年，顾准被打成右派，开除中国共产党党籍。1964年，顾准的老友、经济学家孙冶方由于提倡价值规律的作用而遭批判，文化大革命中被关在监狱7年。
自改革开放后，从1970年代末到1990年代初，通过市场取向的经济体制改革，使中国经济迈上新台阶。但市场经济和旧有的推崇计划经济的社会主义理论产生矛盾，按照旧观点，市场经济属于资本主义。
1979年2月16日，四川省计委、四川省物价委、四川省社科院联合发起的“四川省价值规律理论讨论会”开幕。在为期10天的讨论会中，130余位经济管理官员和学者共同讨论。此次会议史称“成都会议”。举办成都会议的直接原因，是中共中央副秘书长、中国社会科学院院长胡乔木此前在一次会议上讲话，要求全国各地计划委员会、物价委员会、社会科学院联合发起组织会议，对在文化大革命中被搅乱的经济学理论开展清理及探讨。在成都会议上，四川财经学院（即今西南财经大学）经济学系副系主任袁文平受到小组推举，作大会发言《试论社会主义计划经济同市场经济结合的问题》，提出搞社会主义市场经济，实行社会主义计划经济同社会主义市场经济相结合，引发讨论会热议。袁文平回忆，“我发言六个小时，引起了轰动。讲完后就有人起来反对，说是鼓吹资本主义复辟。”不仅是袁文平，四川省社科院研究员周振华、中共四川省委党校教授田善耕也在发言中提到市场经济。讨论会发言结束以后，林凌、刘兆丰等此次会议组织者将会议纪要上交中共四川省委第一书记赵紫阳，赵紫阳鼓励大家大胆探讨。
1979年3月13日，《四川日报》大篇幅报道成都会议。其中有程珮传撰写的《把计划经济同市场经济结合起来省价值规律理论讨论会侧记》。程珮传回忆：“经过部门同志讨论决定，在《四川日报》上也采用"社会主义市场经济"这一新提法，这在全国的报纸中是开了先河的。”
1979年4月，比成都会议规模更大的“无锡会议”召开，许多经济学家在会议讨论中采用了“社会主义市场经济”的提法。
1979年11月26日，国务院副总理邓小平在会见美国不列颠百科全书出版社编委会副主席弗·吉布尼和保·阿姆斯特朗、加拿大麦吉尔大学东亚研究所主任林达光教授和夫人等外国客人时说：“我们不要资本主义，但是我们也不要贫穷的社会主义，我们要发达的、生产力发展的、使国家富强的社会主义。”“我们是计划经济为主，也结合市场经济，但这是社会主义的市场经济。”“市场经济不能说是资本主义的。……社会主义也可以搞市场经济。”1979年为计划经济时代。
1983年至1984年，在“计划经济为主，市场调节为辅”还是“社会主义商品经济”的争论中，邓小平、胡耀邦坚决支持了总理赵紫阳，最终1984年在中共十二届三中全会上，通过了《关于经济体制改革的决定》，首次提出“社会主义经济是在公有制基础上的有计划的商品经济”，并将“建立社会主义有计划的商品经济体制”作为中国经济体制改革的目标。对于该决定，邓小平称赞说“感觉是写出了一份政治经济学初稿”。该决定奠定了中国经济体制改革的目标模式，即社会主义商品经济。
1988年，在一次中共中央政治局常委会上，国务院发展研究中心主任马洪问总书记赵紫阳，“咱们一直说搞社会主义商品经济，商品经济和市场经济是什么关系？”赵紫阳回答，“就是一回事，只不过是有人不太能接受市场经济这个说法，现在只好绕个弯子提商品经济。”
八九学潮以后，随着赵紫阳下台，中国经济体制改革遭到搁置，1992年，邓小平南巡時提出，“市场经济不等于资本主义，社会主义也有市场；计划经济不等于社会主义，资本主义也有计划。”这一论述打破了旧有的将社会主义与计划经济捆绑起来的理论认识。1992年10月12日，中共中央总书记江泽民在中共十四大上宣布，中国经济体制改革的目标是建立“社会主义市场经济体制”。
中共十四大中央国家机关代表、中国社会科学院副院长刘国光1992年表示，市场经济和商品经济既有联系又有区别。市场经济是商品经济高度发展的产物。但并不是说商品经济的所有阶段都是市场经济。商品经济是就产品交换而言，市场经济是就资源配置而言。用“市场经济”代替“有计划的商品经济”，意在强调进一步发展商品经济，在资源配置上从行政计划配置为主转变为以市场配置为主。这是中国经济改革的实质。
1993年3月29日，社会主义市场经济在八届全国人大一次会议上被寫入中華人民共和國憲法。同年11月，十四届三中全会审议通过《中共中央关于建立社会主义市场经济体制若干问题的决定》。